# Cap deth Tiron
El Cap deth Tiron és una muntanya de 2.184 metres que es troba al municipi de Canejan, a la comarca de la Vall d'Aran.